# Mycosphaerella sesami
Mycosphaerella sesami är en svampart som beskrevs av Sivan. 1985. Mycosphaerella sesami ingår i släktet Mycosphaerella och familjen Mycosphaerellaceae.   Inga underarter finns listade i Catalogue of Life.